# ESCA Arnhem
L'ESCA Arnhem è una squadra di pallamano maschile olandese con sede a Arnhem.

## Palmarès

### Trofei nazionali
- Campionato dei Paesi Bassi: 1
1966-67.